# Komule střídavolistá
Komule střídavolistá (Buddleja alternifolia) je druh rostlin z čeledi krtičníkovitých (Scrophulariaceae).
Vytrvalý opadavý keř nebo malý strom vysoký až tři metry, který se silně rozrůstá do šířky. Listy jsou kopinaté, vstřícné, krátce řapíkaté. Vonné květy vyrůstají v latách. Kvete v červnu. Barva květů je v odstínech fialové až růžové, spíše světlá.

## Synonyma
Buddleia alternifolia

## Rozšíření
Původní rozšíření v Číně. Pěstuje se jako okrasná dřevina.

## Použití
Druh lze použít v České republice jako okrasné rostliny. Jsou to efektní solitéry, ale výborně se uplatní i ve skupinách.

## Pěstování

### Nároky
Vyhovují jí slunná a chráněná stanoviště se středně těžkými propustnými půdami s vyšším obsahem vápníku. Snese polostín, kde ovšem hůře kvete. Během zimy často namrzá, na jaře ale dobře regeneruje. Velmi dobře snáší průmyslové prostředí. Řez se provádí vždy na jaře. Je vhodné odstranit suché výhony.

### Rozmnožování
Množí se řízkováním dřevitými řízky, může se sama rozmnožovat výsevem semen.

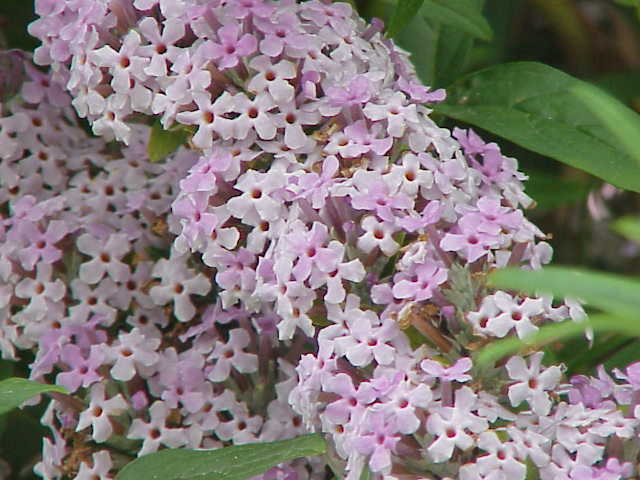
Květ.